# Сюзюмов Михайло Якович
Сюзю́мов Михайло Якович (рос. Сюзю́мов Михаи́л Я́ковлевич, * 20 листопада 1893, Ставрополь — †1 травня 1982, Свердловськ) — видатний радянський візантиніст, доктор історичних наук, професор.

## Біографія
Народився 20 листопада 1893 року у сім'ї ветеринарного лікаря у Ставрополі. У 1911 році із золотою медаллю закінчив гімназію та поступив на історико-філологічний факультет Юр'ївського університету, після закінчення якого був залишений як професорський стипендіат для наукової роботи. Після Жовтневого перевороту вступив до Червоної армії. Після завершення Громадянської війни працював шкільним вчителем та університетським викладачем. У 1943 році захистив кандидатську, а у 1954 докторську дисертації. З 1955 року очолював кафедру загальної історії в Уральському університеті.

## Наукова діяльність
Професор Сюзюмов зробив значний внесок у вивчення цілого ряду аспектів візантійської історії, в першу чергу виробничих відносин, функціонування візантійського міста, епохи іконоборства, специфіки візантійського феодалізму, руху зилотів тощо. Будучи глибоким знавцем давніх мов здійснив переклад ряду важливих джерел з історії Візантії, зокрема «Книгу Епарха», трактат Юліана Аскалоніта «Про зкони і звичаї Палестини», «Морський закон». Автор більше сотні наукових праць. Завдяки діяльності професора Сюзюмова Уральський університет визнаний одним із головних центрів дослідження візантиністики.

## Основні праці
- К вопросу о происхождении слова Россия // Вестник древней истории. — 1940. — № 2. (Перевірено 30 жовтня 2010)
- О трактате Юлиана Аскалонита // Античная древность и средние века. — Свердловск, 1960. — Вып. 1. (Перевірено 30 жовтня 2010)
- Византийская книга Эпарха. — М., 1962.
- История Византии. — М., 1967 (в співавторстві)
- Историческая роль Византии и её место во всемирной истории (в порядке дискуссии) // Византийский временник. — М., 1968. — Т. 29.